# Падалка Геннадій Іванович
Генна́дій Іва́нович Па́далка (нар. 21 червня 1958) — російський космонавт, Герой Російської Федерації (1999). Здійснив п'ять космічних польотів та є абсолютним рекордсменом за тривалістю перебування в космосі — 878 діб.

## Біографія
Народився 21 червня 1958 року в Краснодарі.
Закінчив Єйське вище військове авіаційне училище льотчиків імені В. М. Комарова у 1979 році.
У 1989 включений до загону Центру підготовки космонавтів імені Ю. О. Гагаріна.
У 1994 закінчив Міжнародний центр навчальних систем ЮНЕСКО Державної академії нафти та газу.
У 2009 закінчив Російську академію державної служби при Президенті Російської Федерації.

## Польоти
Свій перший політ виконав як командир корабля на Союз ТМ-28 з 13 серпня 1998 по 28 лютого 1999. Тривалість польоту склала 198 діб 16 годин 31 хвилину.
Командиром корабля Союз ТМА-4 з 19 квітня по 24 жовтня 2004 виконав другий політ тривалістю 187 діб 13 годин 22 хвилини.
26 березня 2009 третій раз відправився в космос командиром корабля Союз ТМА-14. Політ продовжувався до 11 жовтня.
15 травня 2012 стартував як командир корабля «Союз ТМА-04М» та екіпажу МКС за програмою 31-ї та 32-ї основних експедицій.
 Політ тривав 125 діб — до 17 вересня.
27 березня 2015 стартував як командир корабля «Союз ТМА-16М» та екіпажу МКС за програмою 43-ї та 44-ї основних експедицій. Політ завершився 12 вересня 2015 року, його тривалість становила 168 діб.
Таким чином, Геннадій Падалка став абсолютним рекордсменом за тривалістю перебування в космосі — 878 діб.

## Нагороди
- Герой Російської Федерації (5 квітня 1999 року) — за мужність і героїзм, проявлені під час космічного польоту двадцять шостої основної експедиції на орбітальному науково-дослідницькому помплексі «Мир»[3]
- Орден Орден «За заслуги перед Вітчизною» III ступеня (2 квітня 2010 року) — за мужність і високий професіоналізм, проявлений під час виконання космічного польоту на МКС[4]
- Орден Орден «За заслуги перед Вітчизною» IV ступеня.
- Медаль «За заслуги в освоєнні космосу» (12 квітня 2011) — за великі досягнення в області дослідження, освоєння та використання космічного простору, багаторічну сумлінну працю, активну громадську діяльність.[5]
- Льотчик-космонавт Російської Федерації (5 квітня 1999 року);
- Лауреат премії Уряду РФ у галузі науки і техніки;
- Медалі NASA «Distinguished Public Service Medal» (2004, 2009);
- Медалі NASA «Space Flight Medal» (2004, 2009);
- Бельгійський орден Корони ступеня Командора (2011).

## Родина
Одружений. Дружина — Ірина Анатоліївна. Має трьох дочок: Юлію, Катерину і Софію. У вільний час цікавиться театром, парашутним спортом і дайвінгом.